# Сквозь зеркало
«Сквозь зе́ркало» (англ. Through the Looking Glass) — американский хоррор-/порнофильм 1976 года режиссёра Джозефа Миддлтона с Кэтрин Берджесс (псевдоним актрисы эксплуатационных фильмов и бывшей фотомодели Кэтрин Эрхардт), Джеми Гиллисом и Лорой Николсон в главных ролях.
Считается культовой картиной эпохи порношика. Фильм, в котором есть авангардные, экспериментальные элементы, повествует о скучающей светской львице, которую тянет к сексуально возбуждающему её зеркалу. Фильм затрагивает тему инцеста и травматического воздействия, которое он оказывает на тех, кто его испытал. Картина содержит сцены насилия, в том числе сексуального, а также представляет сексуальное содержание в художественной, а не эротической манере.

## Сюжет
Кэтрин (Кэтрин Эрхардт) — сексуально неудовлетворенная светская львица, тоскующая по умершему отцу. Она проводит большую часть времени на чердаке, мастурбируя перед готическим зеркалом, которое напоминает ей о детстве и юношеских годах, проведенных вместе с отцом (Джеми Гиллис). Во время очередного из ежедневных визитов на чердак она встречает призрак отца в зеркале. Призрак мастурбирует Кэтрин и тянет её в зеркало, чтобы показать несколько сексуальных сцен. Это возбуждает её интерес и в конечном итоге завершается сценой, в которой Кэтрин сперва неохотно, а затем с энтузиазмом наблюдает себя в молодости, занимающейся сексом с отцом. После того, как отец закончил, он замечает Кэтрин, что именно этого она и хотела. Прежде чем вернуться к реальности, Кэтрин понимает, что это не её отец, а демоническая фигура. Она пытается отклонить его приглашение прийти в зазеркалье в качестве постоянной жительницы, но демон говорит, что знает, что она вернется, как всегда делала раньше, поскольку ей скучно с миром и мужем. Он говорит ей вернуться к зеркалу в час ночи, но только после выполнения нескольких условий. Она должна не только выбросить все свои украшения, но и позволить дочери Дженнифер иметь безоговорочный доступ в комнату, чтобы демон мог наблюдать за ней так же, как он наблюдал за ростом Кэтрин.
Это расстраивает Кэтрин, поскольку она ранее запрещала дочери входить в комнату и не хотела, чтобы у демона был доступ к Дженнифер. Она пытается избежать ночной встречи, стараясь выйти из дома и убедить мужа отвезти её куда-нибудь, но безуспешно. Позже той же ночью Кэтрин возвращается в комнату и в полубесснознательном состоянии начинает мастурбировать. Демон выходит из зеркала и Кэтрин, вначале апатичная, при его приближении начинает бороться с его ухаживаниями. Затем он жестоко насилует Кэтрин, которая кричит, что будит остальную часть дома. В конце концов она теряет сознание, просыпаясь в ужасном мире, где люди унижают себя и друг друга. Кэтрин ужасно поражена, осознав, что вместо обещанного ей роскошного мира демон обманул её, и что она здесь, потому что предпочла сосредоточиться на сексуальных фантазиях и исполнении своих самых глубоких желаний, а не пытаться больше взаимодействовать с окружающим миром и совершенствоваться как личность. Она обнаруживает отца в сексуальном аду, что ещё больше ужасает её. Уклоняясь от множества людей, пытающихся изнасиловать её, Кэтрин пытается убежать, но не может и уступает безумию ада. Её дочь сидит перед зеркалом, восхищаясь им так же, как и мать.

## В ролях
- Кэтрин Эрхардт — Кэтрин (в титрах как Кэтрин Берджесс)
- Джеми Гиллис — Демон / отец Кэтрин
- Лора Николсон — Дженнифер, дочь Кэтрин
- Кристен Стин — молодая Кэтрин (в титрах как Мари Тейлор)
- Дуглас Вуд — Ричард, муж Кэтрин
- Ким Поуп — Энн
- Ив Эври — Лилли
- Алтрамакс — миссис Манчестер
- Роджер Кейн — Эбел (в титрах как Майк Джефферсон)
- Нэнси Дэр — Карен (в титрах как Сьюзан Суонсон)
- Терри Холл — Лиза
- Джеффри Херст — мистер Манчестер
- Роки Миллстоун — Юджин (в титрах как Джейкоб Померанц)
- Гровер Гриффит — мастурбирующий толстяк
- Виктория Карл — королева красоты
- Виктор Коликкьо — мастурбирующий парень (в титрах как Пеппи)
- Мелоди Джердон — женщина в ванне с фекалиями
- Никки Хилтон — женщина в ванне с фекалиями
- Бобби Эстайр — мастурбирующий мужчина

## История создания
Миддлтон снял три разные версии фильма (две софткорных и одну хардкорную), чтобы представить фильм разной аудитории. Фильм демонстрировался в американских и европейских домах искусств, а в оригинальной постановке в скандально известном нью-йоркском World Theater, где перед картиной показывали мультфильм Warner Bros. В то время он получил некоторую известность в нью-йоркских газетах, потому что в нём сыграла несовершеннолетняя актриса мыльных опер в небольшой нон-секс роли, а оригинальный постер упоминал Николсон как «14-летнюю старлетку». Со всех последующих плакатов строчка была удалена.
Фильм был показан на нескольких кинофестивалях, таких как кинофестиваль 2013 года In The Flesh.
В одном из немногочисленных мейнстримных обзоров, Джон Грант в «Энциклопедии фэнтези» замечает, что фильм «развёртывает некую замысловатую фэнтези-историю» и «фэнтезийные порнофильмы не должны быть всецело ужасными, хотя почти все его преемники были».

## Книга
Новеллизация сценария фильма, написанного Эйлин Лотман (Eileen Lottman) под псевдонимом Молли Флут (Molly Flute), была опубликована издательством Dell Publishing. Во многом похожий на фильм, роман развивает сюжетную линию фильма, подробно рассказывает об истории зеркала в семье Кэтрин и в значительной степени подразумевает, что её мать была похищена духом через зеркало, как и Кэтрин. Книга также устраняет двусмысленность того, подвергалась ли Кэтрин домогательствам, прямо заявляя, что между Кэтрин и её отцом произошел интимный эпизод. В конце книги также подтверждается, что дочь Кэтрин Дженнифер была захвачена чарами зеркала и в конечном итоге попадёт в тот же сексуальный ад и во многие те же ситуации, в которых была сама Кэтрин, увековечивая цикл, который был в роду Кэтрин.